# Paxillus pentaphylloides
Paxillus pentaphylloides is een keversoort uit de familie Passalidae. De wetenschappelijke naam van de soort is voor het eerst geldig gepubliceerd in 1931 door Luederwaldt.